# Кузкеевское сельское поселение
Кузкеевское се́льское поселе́ние — муниципальное образование в Тукаевском районе Татарстана Российской Федерации.
Административный центр — село Кузкеево.

## История
Статус и границы сельского поселения установлены Законом Республики Татарстан от 31 января 2005 года № 39-ЗРТ Законом Республики Татарстан от 31 января 2005 года № 42-ЗРТ «Об установлении границ территорий и статусе муниципального образования "Тукаевский муниципальный район" и муниципальных образований в его составе».

## Население
| 2010  | 2011  | 2012  | 2013  | 2014  | 2015  | 2016  |
| ----- | ----- | ----- | ----- | ----- | ----- | ----- |
| 1307  | ↗1309 | ↘1287 | ↘1270 | ↘1235 | ↘1218 | ↗1224 |
| 2017  | 2018  |       |       |       |       |       |
| ↘1190 | ↘1170 |       |       |       |       |       |

## Состав сельского поселения
| № | Населённый пункт | Тип населённого пункта       | Население |
| - | ---------------- | ---------------------------- | --------- |
| 1 | Верхний Байлар   | село                         |           |
| 2 | Кузкеево         | село, административный центр |           |
| 3 | Новый Байлар     | деревня                      |           |
| 4 | Старый Байлар    | деревня                      |           |